# Ajoncourt
Ajoncourt (in tedesco Analdshofen) è un comune francese di 97 abitanti situato nel dipartimento della Mosella nella regione del Grand Est.

## Società

### Evoluzione demografica
Abitanti censiti